# Prunus trichantha
Prunus trichantha es una especie de planta del género Prunus, perteneciente a la familia Rosaceae.

## Taxonomía
Prunus trichantha fue descrita por Bernhard Adalbert Emil Koehne en 1912.

## Distribución
Se encuentra en el territorio del Himalaya oriental y en el Tíbet.